# Kočka zlatá
Kočka zlatá (Caracal aurata) je středně velká kočkovitá šelma z podčeledi malé kočky obývající deštné lesy rovníkové Afriky. Druh popsal v roce 1827 Coenraad Jacob Temminck. V minulosti byla zařazována do rodu Felis a Profelis, nyní je zástupcem rodu Caracal. Vypadá jako kočka Temminckova, s kterou ale není blízce příbuzná. Jejím nejbližším příbuzným je karakal, s nímž někdy sdílí i habitat. Vyskytuje se ve dvou základních barevných variantách: zlato-červeno-hnědé a stříbro-šedé. Tyto varianty se mohou barevně prolínat. Některé populace jsou hustě skvrnité po celém těle, jiné mají jen nezřetelné skvrny na břiše. Výskyt melanismu byl také zaznamenán. Tělo dosahuje délky do 1 metru, zcela výjimečně i poněkud více a ocas měří maximálně 37 centimetrů. Hmotnost se nejčastěji pohybuje od 5 do 16 kg, samci bývají zřetelně větší než samice. Kočka zlatá je šelma s nepravidelnou aktivitou, může být aktivní i odpočívat kdykoliv během dne. Živí se především hlodavci, hmyzožravci, ptáky, damany, malými lesními antilopami a opicemi. Při lovu používá metodu překvapivého přepadu a krátkého pronásledování. Loví především na zemi. Zástupci druhu se v přírodě dožívají zřejmě okolo 10 let, v zajetí to může být až 20.
O chování a rozmnožování této šelmy existuje minimum věrohodných informací, obecně jde o jednu z nejméně prozkoumaných divokých koček. V registrovaných zoo žije v současnosti (2015) jen jeden zástupce druhu. První fotografie této šelmy z volné přírody (z fotopastí) pocházejí až z konce 20. století, první krátké filmové záběry vznikly v roce 2011. Mezinárodní svaz ochrany přírody hodnotí kočku zlatou jako zranitelný druh. Hlavním důvodem je neznámá velikost populace, ztráta stanovišť vlivem kácení lesů a rozsáhlý obchod s masem lesních zvířat v oblasti rovníkové Afriky.

## Taxonomie
Nizozemský zoolog Coenraad Jacob Temminck popsal kočku zlatou v roce 1827 jako dva druhy: Felis aurata a Felis celidogaster. Byl totiž přesvědčen, že dvě základní barevné formy představují dva rozdílné druhy. V roce 1907 upravil toto dělení britský specialista na taxonomii Reginald Innes Pocock, když obě barevné varianty zařadil do jednoho druhu. Tentýž vědec v roce 1917 vyjmul kočku zlatou z rodu Felis a doporučil nadále používat zařazení do rodu Profelis. První taxonomové považovali kočku zlatou a kočku Temminckovu (Catopuma temmincki) za blízce příbuzné druhy a řadili je do stejného rodu (Felis či Profelis). Až v roce 1974 německý zoolog Helmut Hemmer obě šelmy oddělil do rozdílných rodů. Genetické studie odhalily, že tyto druhy nejsou blízce příbuzné a že jejich vzhledová podobnost vznikla na základě konvergenční evoluce. Zjistilo se nicméně, že kočka zlatá je blízce příbuzná s karakalem, s nímž je od roku 2006 řazena do rodu Caracal. Rod Caracal se od ostatních kočkovitých oddělil zhruba před 8,5 miliony let, asi před 5,6 z tohoto rodu divergoval serval a zřejmě před 1,9 miliony let se vývojově odštěpili kočka zlatá a karakal. Ačkoliv přední vědecké a ochranářské instituce doporučují používat vědecké jméno Caracal aurata, někteří vědci stále používají pojmenování Profelis aurata.
Kočka zlatá vytváří dva poddruhy.
- Caracal aurata aurata – žije ve střední a východní Africe, srst má obvykle málo skvrn
- Caracal aurata celidogaster – žije v západní Africe, zástupci subspecie mají výrazně skvrnitou srst

Předělem mezi oběma poddruhy je řeka Cross v Nigérii a Kamerunu a řeka Kongo. V prostoru mezi těmito dvěma řekami žijí přechodné formy těchto subspecií. Existence poddruhů může být sporná, v tom případě půjde o pouhé variace.

## Vzhled

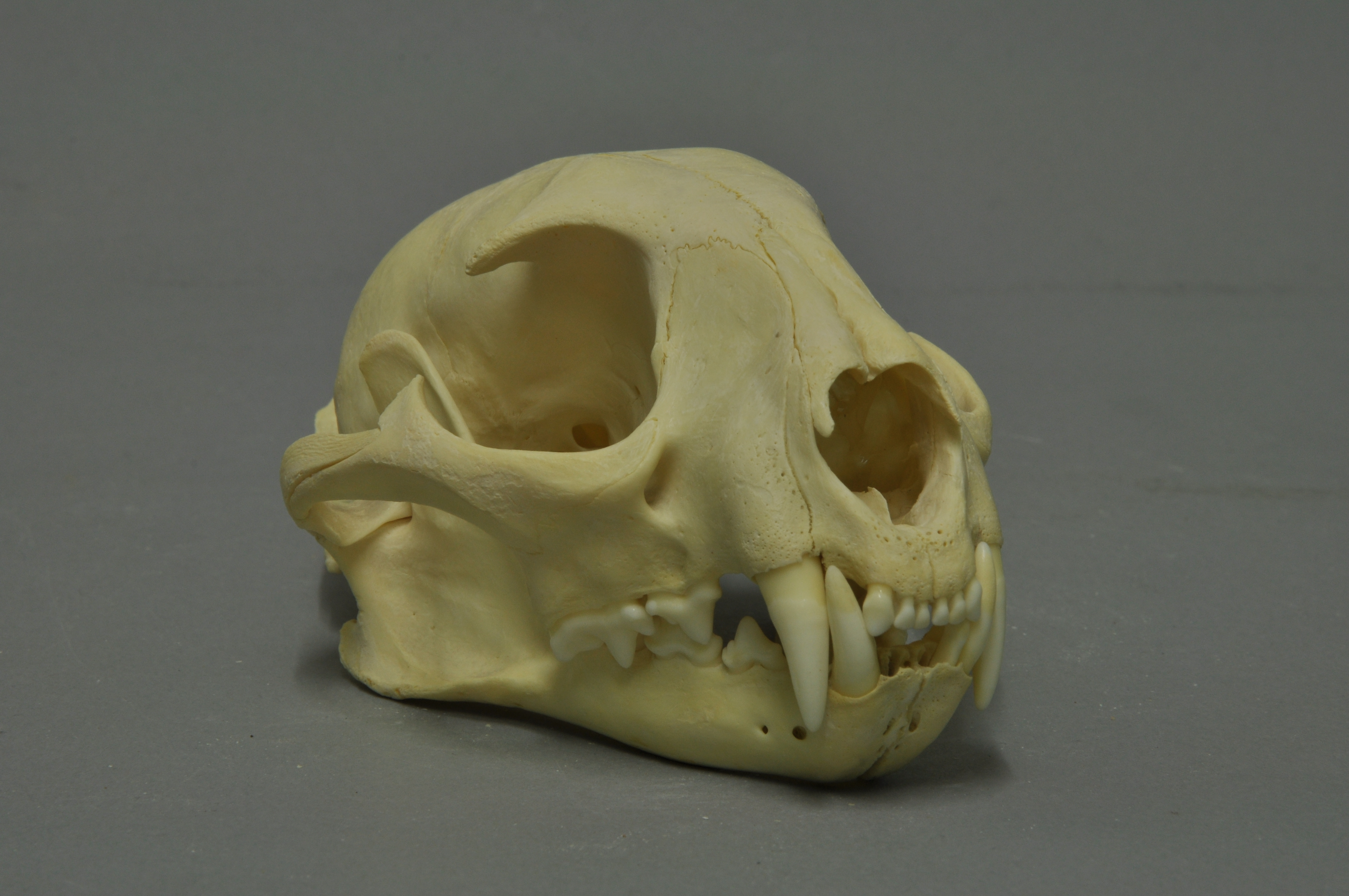
Lebka kočky zlaté

Kočka zlatá je asi dvakrát větší než velcí jedinci kočky domácí. Je silně stavěná, má relativně dlouhé nohy (ale kratší než serval a karakal) a kulatou hlavu, která je vzhledem k velikosti těla poměrně malá. Tlapy má mohutné. Dosahuje hmotnosti 5–16 kg. Samice váží nejčastěji 6 až 8 kg, samci 8 až 14 kg. Délka těla se pohybuje od 61 do 101 cm. Ocas je v relativně krátký, což je jedním z typických znaků kočky zlaté. Měří 16 až 37 cm, přičemž nejčastěji okolo 30 cm. Výška v kohoutku osciluje mezi 38 až 51 cm. Vyskytuje se ve dvou základních barevných formách: šedé a „zlaté“ (červeno-hnědé). Srst na bocích a hřbetě může být jednobarevná nebo skvrnitá. Břicho, krk, brada a tváře jsou vždy světlejší než zbytek těla, mohou být až bílé. Ocas je naopak tmavší a je zakončený černou špičkou. Melanismus se vyskytuje u některých populací v četnosti do 6 %. Oči mají zelenou nebo zlatavě hnědou barvu. Uši jsou menší, zakulacené, na vnější straně tmavé. Ocas má černý konec.
V západní Africe bývají kočky zlaté skvrnitější, kresba se může objevit na celém těle nebo jen na zádech, nohou a krku. Tyto hodně skvrnité kočky tvoří poddruh C. a. celidogaster. Kočky, které žijí na východní části areálu mívají kresbu jen na nohou a na břiše. Takto zbarvené kočky jsou tedy považovány za poddruh C. a. aurata.
Barevné formy, šedá a zlatá, byly v minulosti rozlišeny jako samostatné druhy.

## Rozšíření
Kočka zlatá žije v lesích rovníkové Afriky. Státy, v níž je prokázán k roku 2015 její výskyt, jsou Angola, Kamerun, Středoafrická republika, Kongo, Demokratická republika Kongo, Pobřeží slonoviny, Rovníková Guinea, Gabon, Ghana, Guinea, Libérie, Sierra Leone, Uganda a Keňa. Při průzkumu pomocí fotopastí byla v roce 2018 objevena i v Tanzanii, konkrétně na severozápadě země v Minziro Nature Forest Reserve. Velmi pravděpodobný je též výskyt v jižním Senegalu, Rwandě, Burundi, a národním parku Omo v Etiopii. Z Gambie, Guiney-Bissau, Toga a Beninu chybějí důkazy o přítomnosti této šelmy, avšak přinejmenším v Guineji-Bissau ještě donedávna žila.

## Stanoviště
Základním habitatem kočky zlaté je primární deštný prales, nezasažený člověkem. Žije též v bambusových lesích, lesních mokřadech, horských vřesovištích, galeriových lesích. Do určité míry je schopna se přizpůsobit kácení lesů, obývá pak hustý podrost a křoviny. Vyskytuje se také v suchých tropických lesích a na lesnatých savanách, ale jen zřídka. Byla spatřena též v banánových plantážích a poblíž lidských vesnic. Obývá území do nadmořské výšky 3600 metrů.

## Biologie

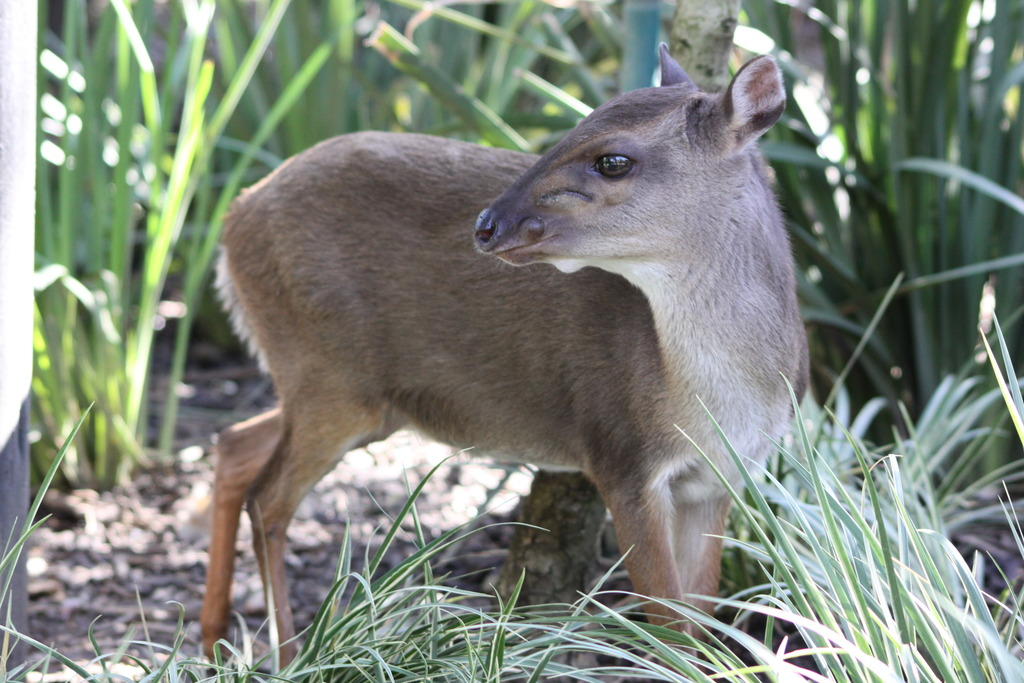
Chocholatka modrá představuje oblíbenou kořist kočky zlaté.

Jsou to samotáři, aktivní kdykoliv během dne. Dříve uváděná a donedávna předpokládaná noční či soumračná aktivita se nepotvrdila. Průzkum za pomoci fotopastí neodhalil žádnou pravidelnost ani žádnou jednoznačně danou část dne, kterou by kočka upřednostňovala pro svůj pohyb v teritoriu. Mapování aktivity koček zlatých a levhartů skvrnitých v kamerunské rezervaci Dja Faunal Reserve za pomocí fotopastí nicméně odhalilo, že kočka zlatá se nejspíše snaží levhartům vyhýbat a je činorodá v těch hodinách (obvykle mezi 7. a 10. hodinou ranní), kdy levhart ne (nejčastěji mezi 5. a 6. hodinou a pak okolo 11. hodiny).

### Potrava
Kočky zlaté jsou aktivní lovci. Přestože umějí dobře šplhat, potravu hledají většinou na zemi, někdy mohou k útoku využít i nízkého větvoví. Loví většinou menší živočichy, jako jsou hlodavci, hmyzožravci a ptáci, dokážou však zdolat také malé antilopy, především chocholatky, které na některých místech tvoří významnou část jejich kořisti. Někdy zabíjejí i opice několika různých druhů (zvláště kočkodany, guerézy a komby). Bylo několikrát pozorováno, že opice spustí poplach, když zahlédnou kočku zlatou. Napadají i stromové damany pralesní. Výjimečně si přilepší obojživelníky, netopýry či rybami. Zřejmě nepohrdnou ani mršinou. Podle některých zpráv kořistí i dobytek (ovce, kozy) a drůbež, nicméně v mnoha případech mohlo jít o záměnu se servalem. Zabíjejí prokousnutím šíje či hlavy, antilopky nejspíše zardousí.
|                                                | Ituri, Dem. rep. Kongo (60 vzorků) | Ndoki, Republika Kongo (36 vzorků) | Dzanga, Středoafrická rep. (17 vzorků) | Bwindi, Uganda (42 vzorků) |
| ---------------------------------------------- | ---------------------------------- | ---------------------------------- | -------------------------------------- | -------------------------- |
| Antilopka zakrslá (Neotragus batesi)           | 4                                  | 0                                  | 0                                      | *                          |
| Chocholatka modrá (Philantomba monticola)      | 15                                 | 16                                 | 22                                     | *                          |
| Chocholatka západní (Cephalophus callipygus)   | 0                                  | 0                                  | 16                                     | *                          |
| Chocholatka černohřbetá (Cephalophus dorsalis) | 1                                  | 0                                  | 0                                      | *                          |
| Chocholatky bez nerozlišení                    | *                                  | *                                  | *                                      | 54                         |
| Štětkoun šedý (Potamochoreus larvatus)         | 0                                  | 0                                  | 0                                      | 6                          |
| Kopytníci celkem                               | 20                                 | 16                                 | 38                                     | 60                         |
| Kočkodan muido (Cercopithecus cephus)          | *                                  | 0                                  | 6                                      | *                          |
| Kočkodani bez rozlišení                        | 3                                  | 0                                  | 0                                      | *                          |
| Komba malá (Galagoides demidovii)              | 0                                  | 3                                  | 0                                      | 0                          |
| Primáti celkem                                 | 3                                  | 3                                  | 6                                      | 10                         |
| Hlodavci celkem                                | 50                                 | 69                                 | 40                                     | 14                         |
| Další malí savci celkem                        | 8                                  | 3                                  | 11                                     | 0                          |
| Ptáci celkem                                   | 11                                 | 0                                  | 0                                      | 12                         |
| Vejce                                          | 0                                  | 0                                  | 0                                      | 2                          |

### Rozmnožování
O rozmnožování ve volné přírodě neexistují prakticky žádné informace. Teprve nedávno byly alespoň získány fotografie samic s mláďaty. Ze zajetí nicméně máme několik zpráv o rozmnožování. Březost trvá 75–78 dní, pak se narodí pouze jedno nebo dvě koťata. Při narození váží 180 až 235 gramů. Vidět začínají po 6 dnech, maso přijímají od 40 dnů věku. Velmi rychle rostou (rychleji než jiné druhy koček srovnatelné velikosti) a jsou odstavena už v 6 týdnech. Samice pohlavně dospívají v 11 měsících, samci až v 18 měsících. V zajetí se dožívají 15 až 21 let.

### Predace, nemoci, paraziti
Jediným dosud zjištěným predátorem kočky zlaté je levhart skvrnitý. Zbytky této kočky byly nalezeny v pěti ze 196 levhartích exkrementů, jež byly posbírány v NP Lopé v Gabonu a podrobeny zkoumání. Rovněž tak komparativní analýza ze Zairu (dnes Demokratická republika Kongo) potvrdila predaci kočky ze strany levharta.
Zjištěnými parazity jsou Dirofilaria granulossa, Taenia taeniaeformis (tasemnice kočičí) a Ligula (řemenatka).

## Kočka zlatá a člověk

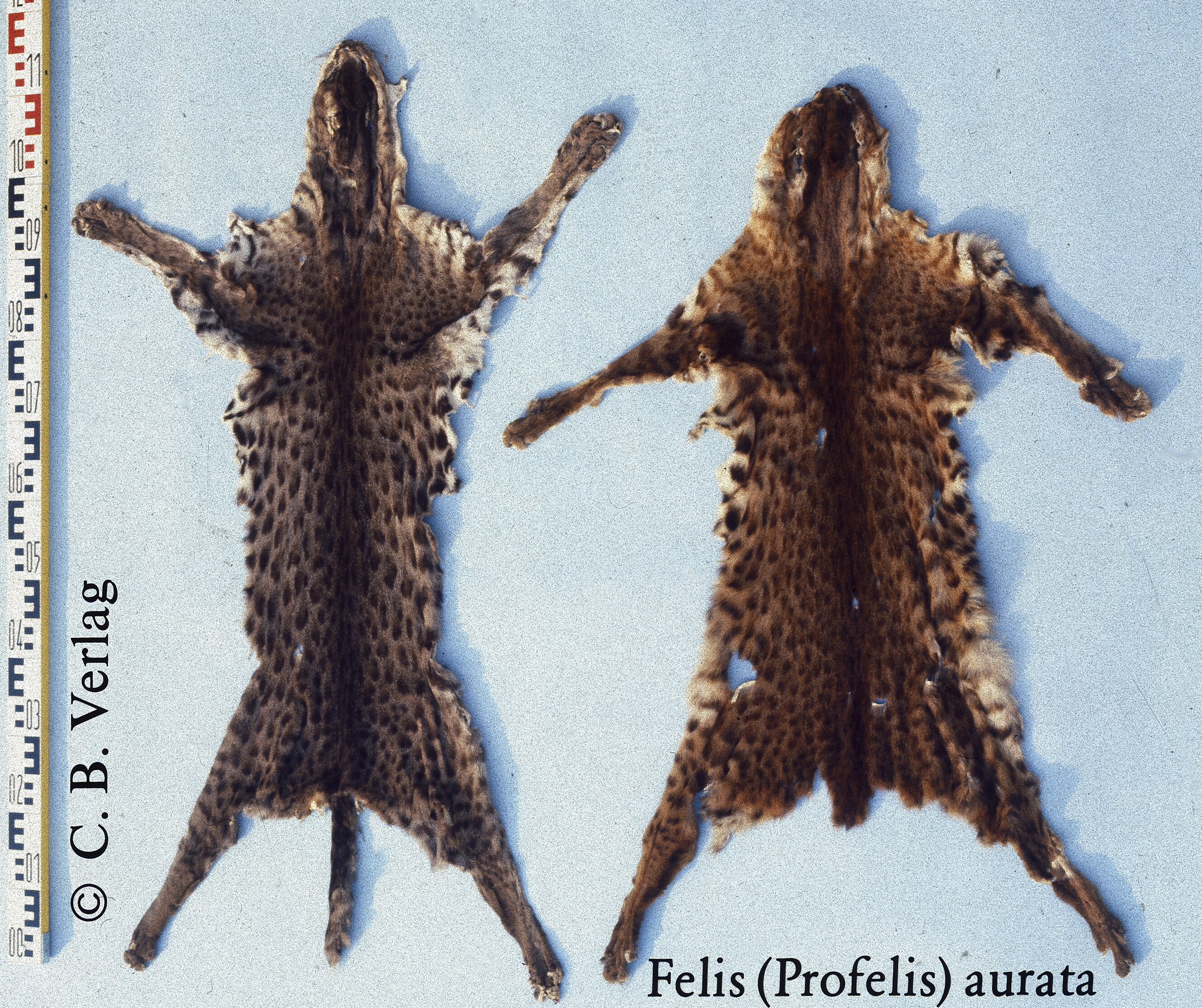
Kůže kočky zlaté

### Kultura
Pygmejové věří, že ocas kočky zlaté je talisman, který jim pomůže ulovit slona. Kožešina je také součást ceremoniálních tradičních oděvů. Některá etnika věří, že její vlastnictví může obecně přinést štěstí. Dále se do ní balí některé cenné předměty.

### Hrozby
Kočka zlatá nepatří mezi hlavní obchodní artikly tzv. lovců lesního masa (bushmeat hunters). Nicméně je-li chycena, obvykle do pasti v podobě oka, její maso bývá obvykle zkonzumováno a kožešina prodána na trhu, například v Yaoundé či Kampale.
Odlesňování krajiny představuje důležitou hrozbu pro populace koček zlatých. Za posledních 15 let přišla šelma asi o 6,5 % svého habitatu vinou kácení původních tropických lesů. Další velkou hrozbou je intenzivní lov zvířat všech velikostí, který v lesích rovníkové Afriky vytváří tzv. efekt prázdného lesa. Ve vzdálenosti 10 až 15 km od lidských sídel bývá lesní fauna prakticky zdecimována. To přímo i nepřímo přispívá k úbytku kočičí populace. Tyto hrozby se ještě zintenzivňují s masivním nárůstem lidské populace v rovníkové Africe (2,6 až 2,8 % ročně).
Výzkum v Ugandě v letech 2014 až 2017 ukázal, že pytláctví představuje hlavní hrozbu. Místní lidé považují kočku zlatou za škodnou a to přesto, že k zabíjení domácích zvířat z její strany dochází jen v minimální míře.

### Ochrana
Kočka zlatá je zařazena do úmluvy CITES Appendix II, která obchod s ní výrazně omezuje. Lov je ve většině zemí výskytu nezákonný, případně regulovaný.
Hlavními národními parky a chráněnými oblastmi, kde se tato šelma vyskytuje, jsou NP Gola Rainforest (Sierra Leone), PR Mount Nimba Strict (Libérie, Pobřeží slonoviny, Guinea), NP Sapo (Libérie), NP Taï a Comoé (Pobřeží slonoviny), NP Gashaka (Nigérie), rezervace Dja (Kamerun), NP Lopé a NP Ivindo (Gabon), NP Odzala a NP Nouabale-Ndoki (Kongo), NP Dzangha-Ndoki (Středoafrická republika), NP Virunga (Demokratická republika Kongo), NP Queen Elizabeth a Bwindi Impenetrable NP (Uganda).